# Forest Hills Challenger 2003
Il Forest Hills Challenger 2003 è stato un torneo di tennis facente parte della categoria ATP Challenger Series nell'ambito dell'ATP Challenger Series 2003. Il torneo si è giocato a Forest Hills negli Stati Uniti dal 12 al 17 maggio 2003 su campi in terra verde.

## Vincitori

### Singolare
Alex Bogomolov Jr. ha battuto in finale  Mariano Delfino con il punteggio di 1–6, 6–1, 6–1

### Doppio
Justin Gimelstob /  Scott Humphries hanno battuto in finale  Huntley Montgomery /  Tripp Phillips con il punteggio di 7–6(1), 3–6, 6–4